# 吃豆人 (角色)
吃豆人是吃豆人系列游戏的同名主人公。角色由岩谷徹设计，首次登场于1980年發行的街机游戏《吃豆人》，此后出现于各平台30余款授权续作和衍生作品中。大量媒体作品使用吃豆人的形象，包括两台电视连续剧，以及巴克納與賈西亞的 畅销歌曲。他是南梦宫（現：萬代南夢宮娛樂）的官方吉祥物。
吃豆人（Pacman）设定为有家室的男人，和吃豆小姐（Miss Pacman）结婚，育有两名孩子（Little Pacman）。其性格在不同游戏中各不相同，有时是无忧无虑、英勇、有爱心的人，有时则是喜欢冒险、爱挖苦人的形象。吃豆人最常见的对手幽灵帮——布林奇（Blinky）、平奇（Pinky）、英奇（Inky）和克莱德（Clyde）——决心打败吃豆人来实现目标，具体目标系列各作均不相同。吃豆人胃口很好，能在短时间内吃下大量食物，并能吃下“能量丸”变大吞掉敌人。
自《吃豆人》1980年发行以来，吃豆人就成为一种社会现象，以及电子游戏业和流行文化的象征。戴维-布朗指数（DBI）统计显示，在美国消费者对电子游戏角色的认知度中，吃豆人以94%取得首位，超过马里奥和刺猬索尼克。马里奥系列生父宫本茂甚至表示，吃豆人是他最爱的电子游戏角色。2010年，吃豆人进入Twin Galaxies的国际电子游戏名人堂，是首个入选的角色。在《吉尼斯世界纪录玩家版》2011年读者票选中，吃豆人位列史上最佳电子游戏角色第六名。在2012年GamesRadar“最难忘、最具影响力、最风云”主人公榜单中，吃豆人位列第73名；网站评论称：“岩谷彻简单、经典、永恒的角色设计，让吃豆人延续了30余年，更成为游戏及其文化遍及全球的视觉代号”。亦因爲該遊戲風靡全球，幪面超人系列在2016年上映的電影《假面騎士平成Generations Dr.Pac-Man對EX-AID&Ghost with 傳說騎士》首次與遊戲角色食鬼合作。